# المعجزة البرازيلية
المعجزة البرازيلية (بالبرتغالية: milagre econômico brasileiro‏) كانت فترة نمو اقتصادي استثنائي في البرازيل خلال حكم الحكومة العسكرية البرازيلية. خلال هذا الوقت كان متوسط نمو الناتج المحلي الإجمالي السنوي يقترب من 10 ٪. تم تحقيق أكبر نمو اقتصادي خلال فترة ولاية الرئيس إميليو غاراستازو ميديسي من 1969 إلى 1973.

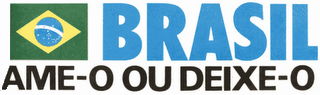
البرازيل: أحبها أو اتركها، شعار النظام العسكري.

تم تعزيز تصور ما يسمى العصر الذهبي للتطوير البرازيلي في عام 1970، عندما فازت البرازيل للمرة الثالثة بكأس العالم 1970، والاعتماد الرسمي لشعار " Brasil، ame-o deixe-o " («البرازيل، أحبها أو اتركها») من قبل الحكومة العسكرية البرازيلية.

## خلفية
خلال رئاسة جواو جولارت، كان الاقتصاد على وشك الأزمة، وبلغ معدل التضخم السنوي 100 ٪. بعد الانقلاب الذي حدث عام 1964، كان الجيش البرازيلي أكثر اهتمامًا بالسيطرة السياسية وترك السياسة الاقتصادية لمجموعة من التكنوقراط المكلفين بقيادة ديلفيم نيتو.

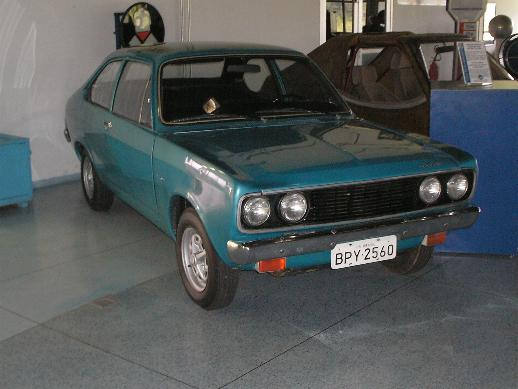
كانت دودج 1800 أول نموذج أولي تم تصميمه بمحرك يعمل بالإيثانول فقط. معرض في النصب التذكاري Aeroespacial Brasileiro ، CTA ، ساو جوزيه دوس كامبوس

أصبحت البرازيل مجتمعًا حضريًا، حيث يعيش 67٪ من سكانها في المدن. كان السبب في ذلك هو التحول السكاني من الريف الأكثر فقراً إلى المدن المزدهرة، مع نمو ساو باولو بوتيرة أسرع من غيرها.

## نجاحات
أصبحت الحكومة منخرطة مباشرة في الاقتصاد، حيث استثمرت بكثافة في الطرق السريعة والجسور والسكك الحديدية الجديدة. تم بناء مصانع الصلب ومصانع البتروكيماويات ومحطات الطاقة الكهرومائية والمفاعلات النووية من قبل الشركات الكبيرة المملوكة للدولة Eletrobras وPetrobras . لتقليل الاعتماد على النفط المستورد، تم تشجيع صناعة الإيثانول بشدة.
بحلول عام 1980، كانت 57 ٪ من صادرات البرازيل من السلع الصناعية، مقارنة مع 20 ٪ في عام 1968.
في هذه الفترة، قفز معدل نمو الناتج المحلي الإجمالي السنوي من 9.8 ٪ سنويا في عام 1968 إلى 14 ٪ في عام 1973 وارتفع التضخم من 19.46 ٪ في عام 1968 إلى 34.55 ٪ في عام 1974.

## مشاكل
لدعم نموها الاقتصادي، احتاجت البرازيل إلى المزيد والمزيد من النفط المستورد. في السنوات الأولى من المعجزة البرازيلية كان النمو والاقتراض المستدام. ومع ذلك، فإن أزمة النفط في عام 1973 جعلت الحكومة العسكرية تقترض بشكل متزايد من المقرضين الدوليين، وأصبح الدين غير قابل للإدارة. بحلول نهاية العقد، كان للبرازيل أكبر ديون في العالم: حوالي 92 مليار دولار.
من المؤكد أن النمو الاقتصادي انتهى بأزمة الطاقة في عام 1979، والتي أدت إلى سنوات من الركود والتضخم الشديد.